# North and South Anston
North and South Anston – civil parish w Anglii, w hrabstwie ceremonialnym South Yorkshire, w dystrykcie metropolitalnym Rotherham. Leży 17 km na wschód od miasta Sheffield i 218 km na północ od Londynu. W granicach civil parish leżą także North i South Anston. Miejscowość liczy 9559 mieszkańców.